# Aldo Maíz
Aldo Agustín Maíz Gill, noto semplicemente come Aldo Maíz (San Lorenzo, 27 agosto 2000), è un calciatore paraguaiano, centrocampista del Defensa y Justicia.

## Caratteristiche tecniche
È un centrocampista centrale.

## Carriera
Cresciuto nel settore giovanile del General Díaz, ha esordito in prima squadra il 12 febbraio 2018 disputando l'incontro di División Profesional perso 3-1 contro l'Olimpia. Il 27 luglio 2019 è stato ceduto in prestito al Defensa y Justicia.